# Harry Zolnierczyk
Harrison „Harry” Zolnierczyk (ur. 1 września 1987 w Toronto, Ontario) – kanadyjski hokeista pochodzenia polskiego.

## Kariera
- Alberni Valley Bulldogs (2005-2007)
- Brown Bears (2007-2011)
- Adirondack Phantoms (2011-2013)
- Philadelphia Flyers (2011-2012, 2013)
- Norfolk Admirals (2013)
- Pittsburgh Penguins (2013-2014)
- Wilkes-Barre/Scranton Penguins (2013-2014)
- Bridgeport Sound Tigers (2014-2015)
- New York Islanders (2015)
- Anaheim Ducks (2015-2016)
  -  San Diego Gulls (2015-2016)
- Nashville Predators (2016/2017)
  -  Milwaukee Admirals (2016-2018)
- Springfield Thunderbirds (2018-2019)
- Hartford Wolf Pack (2019-)

Od 2007 przez cztery sezony grał w drużynie Brown Bears amerykańskiej uczelni Brown University rozgrywkach akademickich NCAA (w ostatnim sezonie był kapitanem zespołu). W marcu 2011 podpisał kontrakt wstępny z klubem Philadelphia Flyers z elitarnych rozgrywek NHL. Od 2011 rozpoczął występy w lidze AHL. W lidze NHL zadebiutował 10 kwietnia 2011 w edycji NHL (2011/2012). W kwietniu 2013 został zawodnikiem Anaheim Ducks i grał w barwach drużyny farmerskiej tego klubu z Norfolk. Wkrótce, w czerwcu 2013 został zawodnikiem Pittsburgh Penguins, a w lipcu przedłużył kontrakt o rok. W sezonie 2013/2014 występował głównie w drużynie farmerskiej w AHL. W lipcu 2014 został zawodnikiem. Sezon 2014/2015 rozgrywał w farmerskiej drużynie Bridgeport Sound Tigers. Od lipca 2015 zawodnik Anaheim Ducks z przekazaniem do drużyny farmerskiej w AHL, San Diego Gulls. Od lipca 2016 zawodnik Nashville Predators. Od sierpnia do września 2017 zawodnik Florida Panthers. Po sezonie 2017/2018 w barwach Milwaukee Admirals w rozgrywkach AHL w lipcu 2018 przeszedł do Springfield Thunderbirds w tej samej lidze. Od lipca 2019 zawodnik Hartford Wolf Pack.
W barwach Kanady uczestniczył w turnieju mistrzostw świata juniorów do lat 20 w 2010.

## Sukcesy i osiągnięcia
Indywidualne
- Sezon NCAA (ECAC) 2008/2009:
  - Skład gwiazd akademików
  - Sezon NCAA Ivy-League:
  - Najlepszy zawodnik sezonu